# Conolophus subcristatus
Conolophus subcristatus је гмизавац из реда Squamata и фамилије Iguanidae.

## Угроженост
Ова врста се сматра рањивом у погледу угрожености врсте од изумирања.

## Распрострањење
Ареал врсте је ограничен на једну државу, Еквадор, тачније острва Галапагос.